# لشکر شصت و یکم پیاده‌نظام (ورماخت)
لشکر شصت و یکم پیاده‌نظام (به آلمانی: 61. Infanterie-Division) یکی از لشکرهای پیاده‌نظام نیروی زمینی آلمان در دوره رایش سوم بود که در جنگ جهانی دوم به عملیات پرداخت.

## تاریخچه عملیاتی

### شوروی

#### لیتوانی
لشکر شصت و یکم پیاده‌نظام به فرماندهی سرلشکر زیگفریت هانیکه در جریان عملیات بارباروسا، تهاجم آلمان به شوروی، به عنوان بخشی از سپاه ۲۶ در جناح چپ ارتش هجدهم از گروه ارتش شمال از روز ۲۲ ژوئن سال ۱۹۴۱ یورش به منطقه بالتیک را آغاز کرد. این لشکر موظف بود خط دفاع مرزی دشمن بین پیکتاسن و لیورن را بشکند و به سمت شمال شرقی در جهت تلشه پیش برود. بدین منظور هنگ ۱۵۱ پیاده‌نظام می‌بایست با جلوداری راه را برای مابقی نیروهای لشکر باز می‌کرد. در جناح چپ، هنگ ۱۷۶ پیاده‌نظام نیز می‌بایست پل رود مینگه را تصاحب می‌نمود. این لشکر با حرکت از نقطه استقرار خود در نزدیکی شناوگشتن، روز نخست در مقابل مقاومت ضعیف دشمن، موفق به پیشروی بیست کیلومتری تا ارتفاعات گرینینکای و ژادیکیای و تصرف گارگژدای گشت. به هر صورت در مواجهه با دفاع شدید، نبرد سخت خانه‌به‌خانه بر سر این شهر هنگ ۱۷۶ پیاده‌نظام این لشکر را متحمل تلفات جدی از جمله ۶ تن از افسران آن ساخت و پاکسازی شهر را تا ساعت ۱۳:۳۰ به تاخیر انداخت.

#### لاتویا
لشکر شصت و یکم پیاده‌نظام روز ۳۰ ژوئن از رود دوینا گذر کرد و روز بعد ریگا را در مقابل مقاومت حداقلی به سلطه خود درآورد.

#### استونی
لشکر تقویت‌شده شصت و یکم پیاده‌نظام روز ۲۲ ژوئیه پولتساما در استونی را به تصرف درآورد و به سمت یوگوا حرکت نمود. این لشکر با رساندن خود به دریاچه پیپوس در موستوی مسیر عقب‌نشینی نیروهای ارتش سرخ را سد کرد و موجب به محاصره درآمدن سه لشکر دشمن گردید. پس از پاکسازی این منطقه، لشکر شصت و یکم پیاده‌نظام از جانب جنوب شرقی در نبرد تالین مشارکت کرد. پس از اتمام کار در تالین، این لشکر در قالب عملیاتی موسوم به بیوولف به منظور پاکسازی و تسلط بر جزایر سواحل استوتی، از ۸ سپتامبر وارد وورمسی، سارما و موهو شد. درگیری‌ها در این مواضع تا ۵ اکتبر ادامه پیدا کرد. نیروهای لشکر ۱۲ اکتبر به هیوما، آخرین جزیره باقیمانده یورش بردند. نبرد بر سر این جزیره تا ۲۱ اکتبر به طول انجامید و موجب از دست رفتن ۳ هزار تن از نفرات لشکر گردید. در مجموع ۵ هزار تن از قوای دشمن نیز کشته شدند و ۱۸ هزار تن دیگر به اسارت درآمدند.